# México en los Juegos Olímpicos de Sankt-Moritz 1928
México estuvo representado en los Juegos Olímpicos de Sankt Moritz 1928 por cinco deportistas masculinos que compitieron en bobsleigh.
Fue la primera vez en la historia que México tomó parte en unos Olímpicos invernales, después de esta ocasión pasarían 56 años antes de que el país volviera a participar en 1984.
El equipo olímpico mexicano no obtuvo ninguna medalla en estos Juegos.

## Bobsleigh
Hasta 2018, la decimoprimera posición conseguida por el equipo mexicano de bobsleigh ha sido la mejor actuación del país en este deporte.
| Atleta | Evento       | Carrera 1 | Carrera 1 | Carrera 2 | Carrera 2 | Total  | Total    |
| Atleta | Evento       | Tiempo    | Posición  | Tiempo    | Posición  | Tiempo | Posición |
| --- | ------------ | --------- | --------- | --------- | --------- | ------ | -------- |
| Lorenzo Elizaga Mario Casasos Genaro Díaz Raigosa José de la Cruz Porfirio Genaro Díaz Raigosa Juan de Landa | Cinco plazas | 1:44.9    | 16        | 1:42.8    | 8         | 3:27.7 | 11       |